# Thialf (schip, 1985)
De Thialf is een half-afzinkbaar kraanschip. Het werd gebouwd in 1985 als McDermott Derrick Barge No.102 voor McDermott door Mitsui Engineering & Shipbuilding in Japan. In 1997 werd het overgenomen door Heerema Marine Contractors na beëindiging van hun joint venture met McDermott, HeereMac.
De naam Thialf is afgeleid van Thialfi, de knecht van Thor (de Germaanse god van de donder).

## Scheepsgegevens
De Thialf heeft twee kranen met een totale hijscapaciteit van 14.200 ton, wat het tot het verschijnen van de Sleipnir in 2019 het grootste kraanschip ter wereld maakte. Het is uitgerust met een klasse III dynamisch positioneringssysteem om op positie te blijven in diep water. Daarvoor heeft het zes 5500 kW intrekbare roerpropellers. Op relatief ondiep water kan er ook geankerd worden door middel van 12 Flipper Delta ankers van 22,5 ton, met ieder 2500 meter staalkabel van 80 mm diameter.
Het kraanschip bestaat uit twee pontons met elk vier kolommen. De vaardiepgang is ongeveer 12 meter. Tijdens hijswerkzaamheden wordt er normaal gesproken naar 26,6 meter geballast. Op deze manier zitten de pontons (met een diepgang van 13,6 meter) ruim onder water, om het effect van deining en zeegang te verminderen.
Het schip heeft accommodatie voor 736 personen.

## Opmerkelijke projecten
- Het installeren van de pyloon van de Erasmusbrug in 1995
- Het verwijderen van de Brent Spar in 1998
- In 2000 werd het wereldrecord op 11.883 t gezet door het hijsen van Shell’s Shearwater topsides.[1]

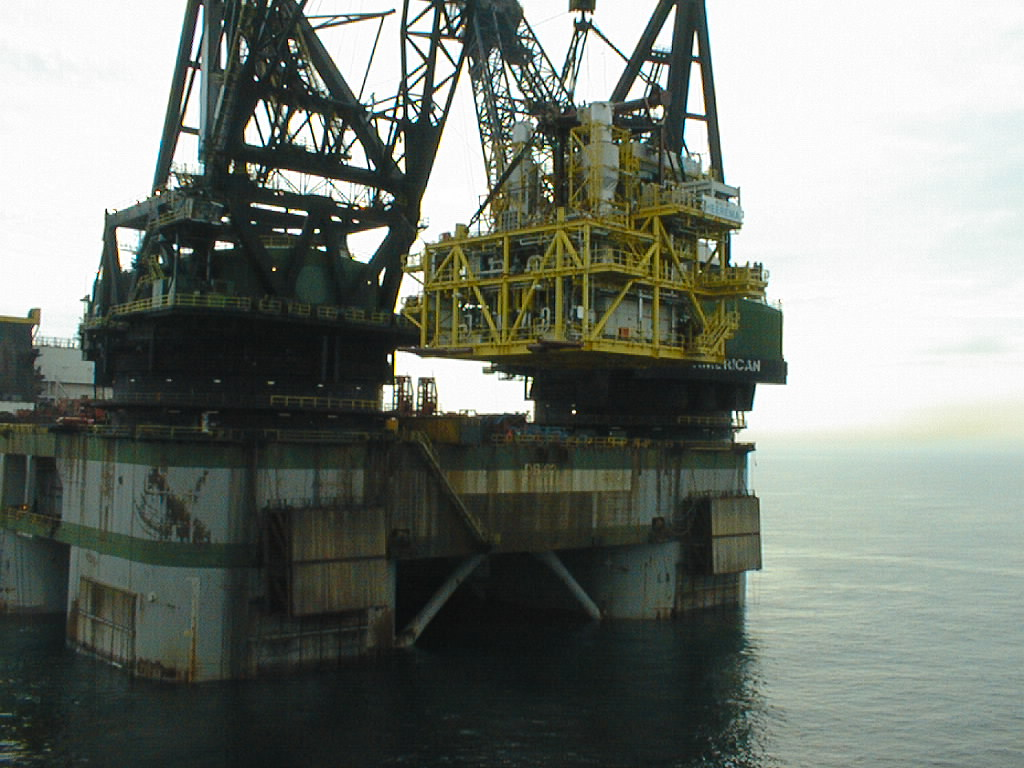
De DB-102 tijdens een hijsklus bij K6P
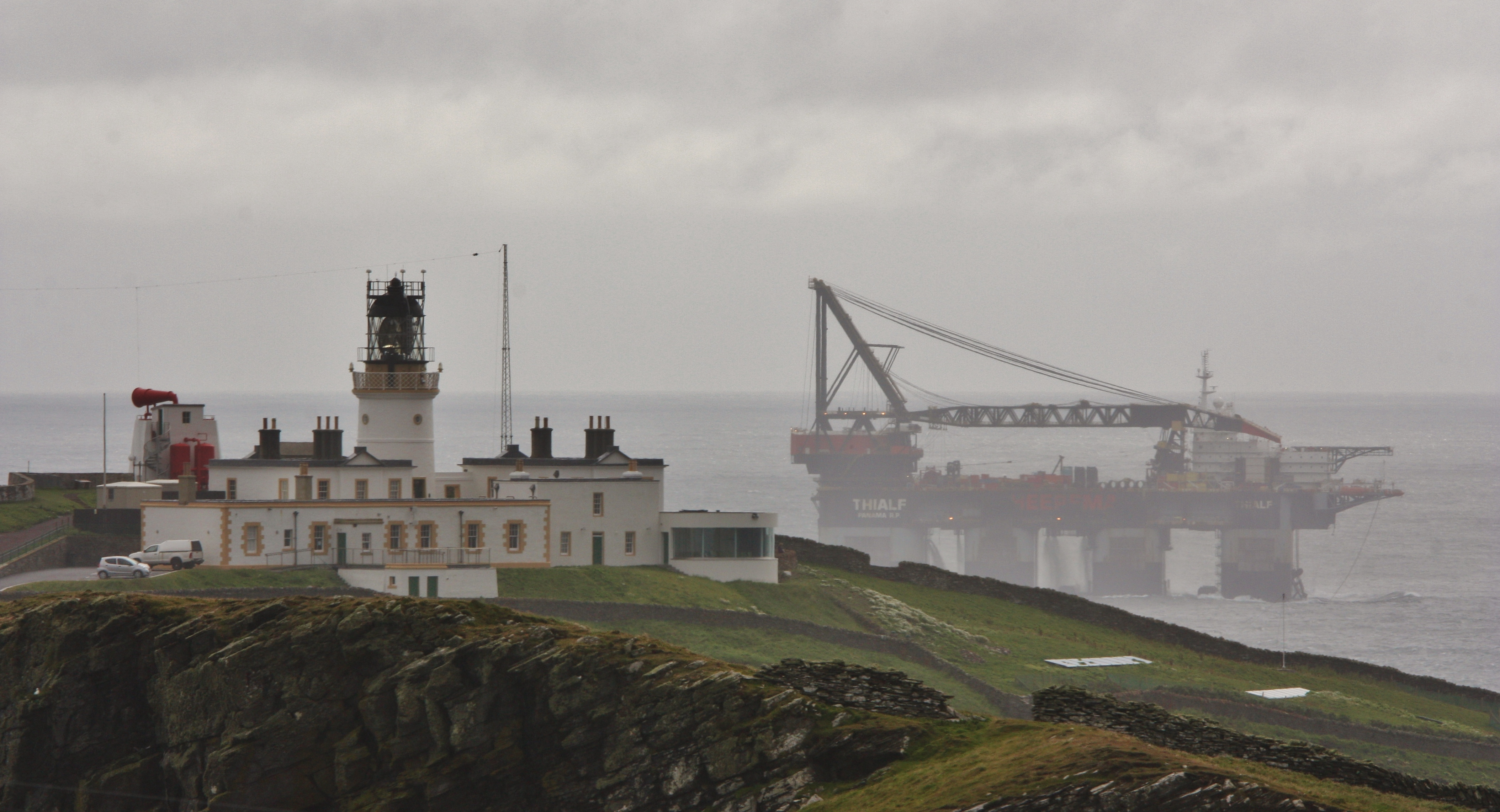
De Thialf passeert Sumburgh Head Lighthouse
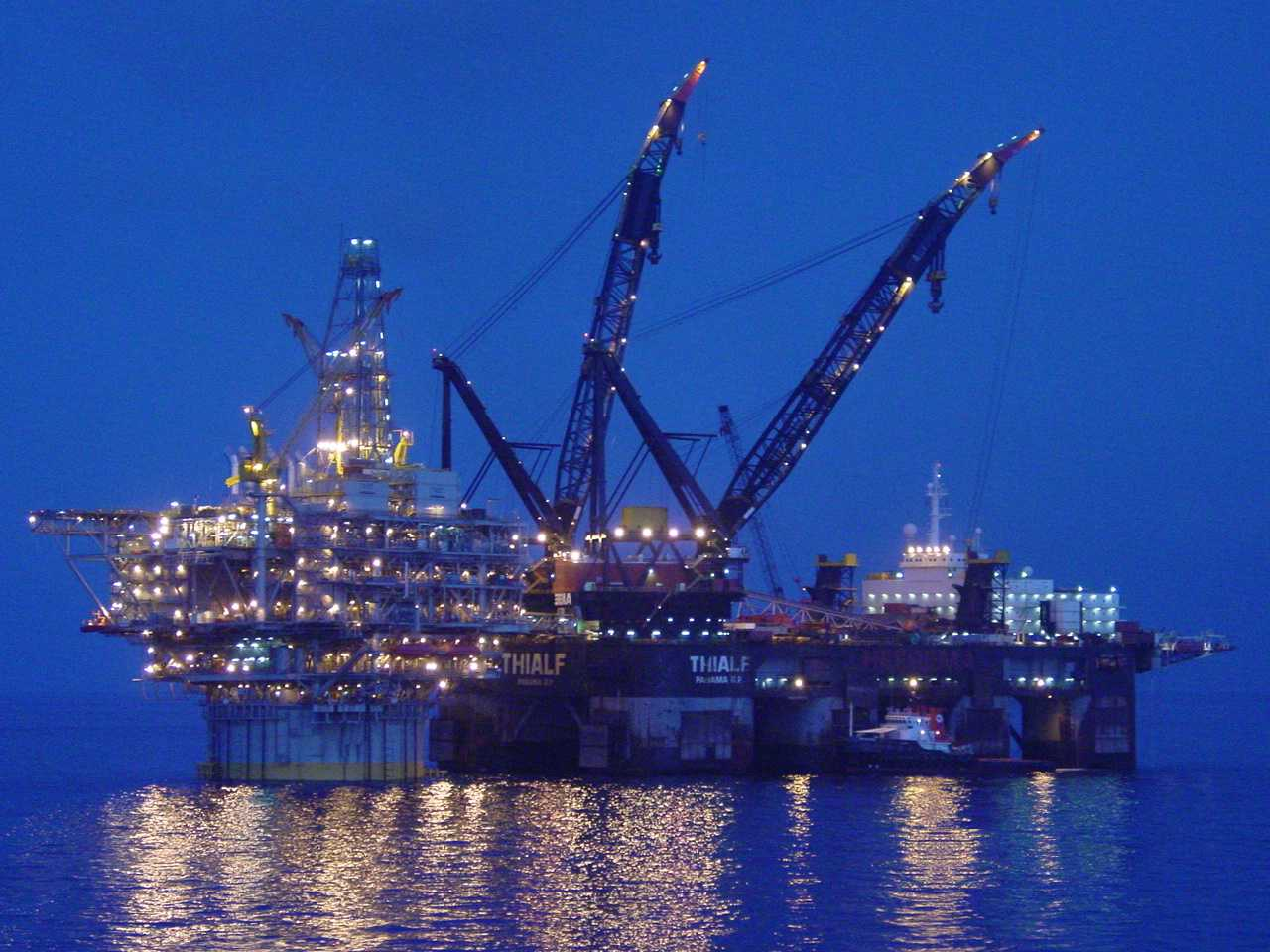
In 2004 werden de topsides van BP's Holstein, de grootste spar in de wereld, gezet. De hijs was een record voor de Golf van Mexico met 7810 t.
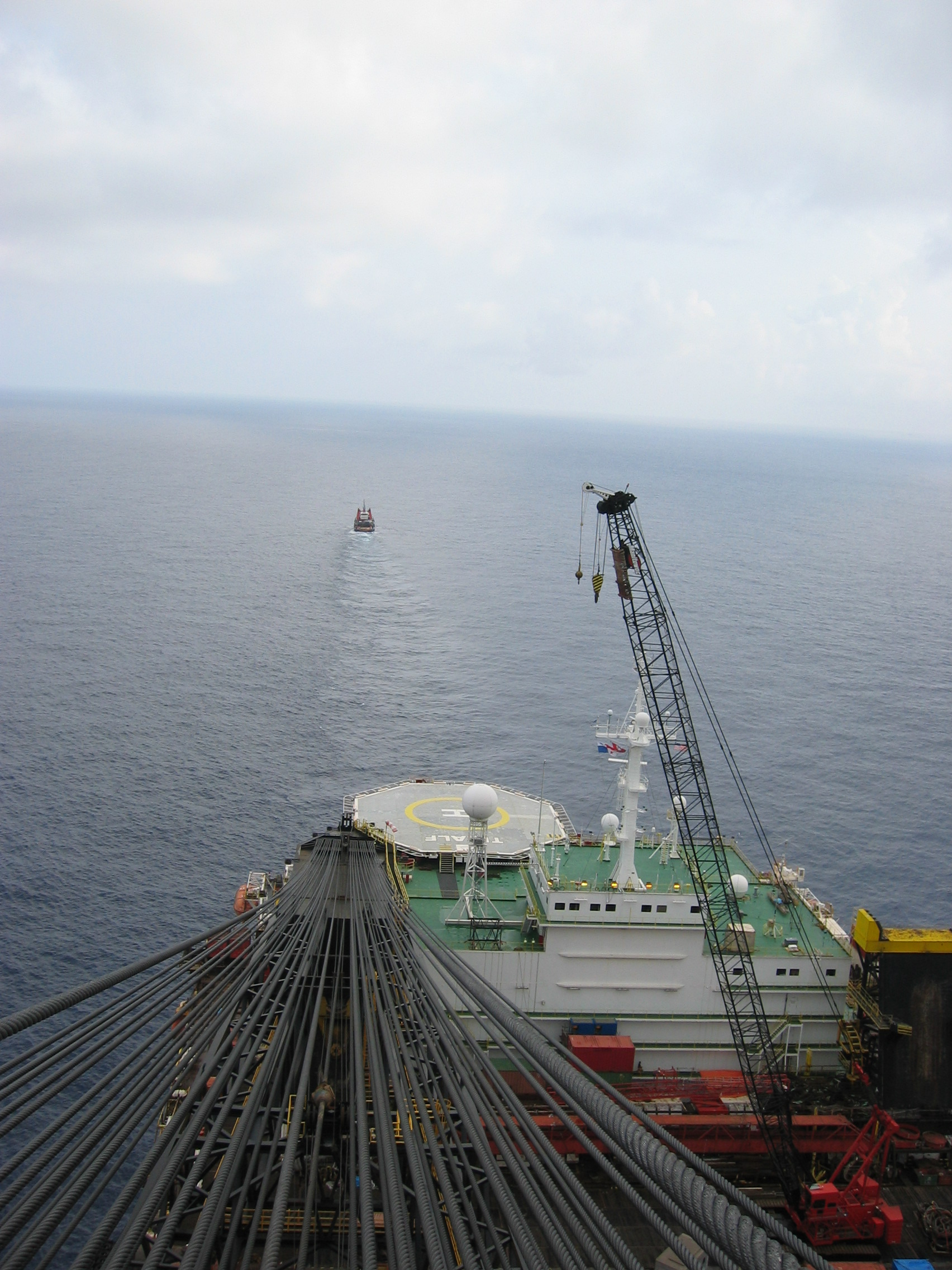
De Thialf onderweg, gesleept door AHT Retriever
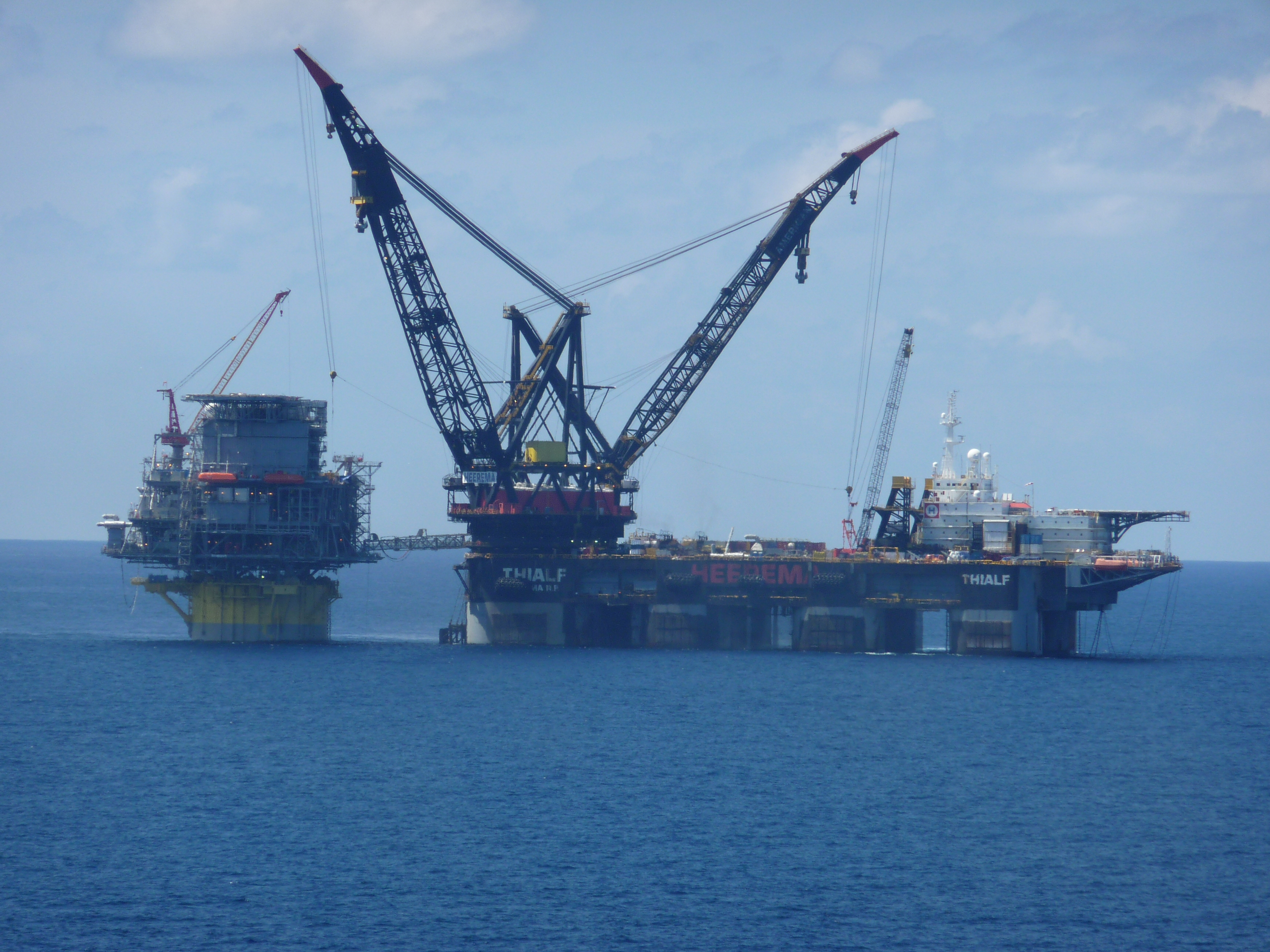
De Thialf bij Perdido

- In 2005 werden de zwaarste en langste fundatiepalen ooit geïnstalleerd: 2,74 meter diameter en 190 meter lang, met een gewicht van 818 t elk voor ChevronTexaco's Benguela-Belize compliant tower, letterlijk een buigzame toren